# Patrik Lindberg
Patrik „f0rest“ Lindberg (* 10. Juni 1988) ist ein ehemaliger schwedischer E-Sportler.

## Professionelle Karriere
Lindberg trat erstmals 2005 in Erscheinung, als er mit dem Team Begrip Gaming die World e-Sports Games gewann. Sein Talent wurde schnell von größeren Organisationen entdeckt, sodass er Anfang 2006 zu fnatic wechseln konnte. Gleich das Erste von fünf Jahren war das erfolgreichste unter fnatic. So konnte er mit seinem Team beispielsweise Siege in der Cyberathlete Professional League in Singapur und Dallas erzielen. Des Weiteren wurde Lindberg Zweiter beim Electronic Sports World Cup 2006 und bei DreamHack 2006. Mit der schwedischen Nationalauswahl gewann „f0rest“ die 2006 European Nations Champions Finals.
Im Jahr 2007 feierte Lindberg mit fnatic Erfolge bei den World e-Sports Games und bei Extreme Masters in Los Angeles. Nach vielen weiteren Siegen beispielsweise bei den Intel Extreme Masters oder bei den World e-Sports Games, verließ Lindberg fnatic 2010 und wechselte zum Konkurrenten SK Gaming. Unter SK waren Lindbergs größte Erfolge der Gewinn des GameGune 2011 und des  Electronic Sports World Cup 2011.
Mit der Umstellung auf Counter-Strike: Global Offensive verließ Lindberg SK Gaming und unterschrieb bei dem überaus erfolgreichen Team Ninjas in Pyjamas. Mit NiP errang Lindberg seitdem weitere zahlreiche Erfolge. Allein im Jahr 2013 waren es zwanzig Triumphe bei verschiedensten Veranstaltungen. Die wichtigsten Siege 2013 fuhr „f0rest“ mit NiP bei den Copenhagen Games 2013, den Svenska E-sportcupen 2013 Grand Finals in Göteborg und bei Global Invite Division Season 13 und 14 der ESEA ein. Wesentlich bedeutsamer sind allerdings Lindbergs Erfolge mit den Ninjas in Pyjamas bei den Major-Turnieren. Bei diesen Turnieren erreichte er mit seinem Team bisher vier Mal den zweiten Platz, womit Lindberg jeweils $10.000 gewann und ein Mal den ersten Platz bei der ESL One Cologne 2014, wo er $20.000 an Preisgeld erspielte.
Im Januar 2020 wechselte Lindberg zum Team Dignitas, wo er mit seinen früheren NiP Kollegen GeT_RiGht, friberg und Xizt, sowie dem norwegischen Newcomer hallzerk zusammenfand. Im Juni 2022 verließ er Dignitas, nachdem die Organisation sich aus der Disziplin Counter-Strike: Global Offensive zurückzog. Im November 2024 beendete er seine Karriere.

## Erfolge
Die folgende Tabelle listet die größten Turniererfolge von Patrik „f0rest“ Lindberg auf. Das angegebene Preisgeld bezieht sich auf einen Fünftel des Gesamtpreisgeldes des Teams, da Counter-Strike professionell stets in Fünfer-Teams gespielt wird.:
| Jahr | Platz   | Turnier                                       | Team              | Persönliches Preisgeld |
| ---- | ------- | --------------------------------------------- | ----------------- | ---------------------- |
| 2005 | 1.      | WEG Season II                                 | Begrip Gaming     | 010.000 $              |
| 2006 | 1.      | shgOpen 2006                                  | fnatic            | 014.000 DKK            |
| 2006 | 2.      | ESWC 2006                                     | fnatic            | 07.200 $               |
| 2006 | 3.      | WSVG Intel Summer Championship 2006           | fnatic            | 04.000 $               |
| 2006 | 2.      | NGL-One Season 1                              | fnatic            | 02.000 €               |
| 2006 | 2.      | European Nations Champions Finals 2006        | fnatic            | 03.000 €               |
| 2006 | 1.      | CPL Singapore 2006                            | fnatic            | 02.000 $               |
| 2006 | 3.      | WSVG Finals 2006                              | fnatic            | 02.000 $               |
| 2006 | 1.      | CPL Winter 2006                               | fnatic            | 06.000 $               |
| 2007 | 3.      | Extreme Masters Season I Finals               | fnatic            | 02.000 €               |
| 2007 | 2.      | NGL-One Season 2                              | fnatic            | 02.000 $               |
| 2007 | 3.      | ESWC 2007                                     | fnatic            | 02.400 $               |
| 2007 | 1.      | GameGune 2007                                 | fnatic            | 02.400 €               |
| 2007 | 1.      | WEG e-Stars 2007                              | fnatic            | 05.000 $               |
| 2007 | 1.      | NGL-One Season 3                              | fnatic            | 04.000 $               |
| 2007 | 1.      | Extreme Masters Season II – Los Angeles       | fnatic            | 05.000 $               |
| 2008 | 1.      | NGL-One Season 4                              | fnatic            | 04.000 $               |
| 2008 | 1.      | WCG 2008                                      | fnatic            | 02.500 €               |
| 2008 | 2.      | KODE5 2008                                    | fnatic            | 02.000 $               |
| 2008 | 1.      | WEG e-Stars 2008                              | fnatic            | 02.400 $               |
| 2008 | 1.      | European Nations Champions Finals 2008        | Schweden          | 03.000 €               |
| 2008 | 3.      | ESWC 2008                                     | fnatic            | 02.800 $               |
| 2008 | 1.      | Extreme Masters Season III – Montreal         | fnatic            | 05.000 $               |
| 2008 | 2.      | International e-Sports Festival               | fnatic            | 014.000 CN¥            |
| 2009 | 1.      | Extreme Masters Season III – Global Finals    | fnatic            | 010.000 $              |
| 2009 | 1.      | ESWC 2009                                     | fnatic            | 04.000 $               |
| 2009 | 1.      | KODE5 2009                                    | fnatic            | 05.000 $               |
| 2009 | 1.      | WEG e-Stars 2009: King of the Game            | fnatic            | 3.000.000 ₩            |
| 2009 | 1.      | IEM IV – Dubai                                | fnatic            | 02.000 $               |
| 2009 | 2.      | WCG 2009                                      | fnatic            | 03.600 $               |
| 2009 | 1.      | WEM 2009                                      | fnatic            | 04.500 $               |
| 2010 | 2.      | IEM IV – European Championship Finals         | fnatic            | 02.000 $               |
| 2010 | 2.      | IEM IV – World Championship                   | fnatic            | 04.000 $               |
| 2010 | 1.      | Arbalet Cup Europe 2010                       | fnatic            | 03.000 $               |
| 2010 | 1.      | GameGune 2010                                 | fnatic            | 02.400 €               |
| 2010 | 1.      | IEM V – Shanghai                              | fnatic            | 02.800 $               |
| 2010 | 1.      | Komplett Gamer Challenge #2                   | fnatic            | 020.000 DKK            |
| 2011 | 1.      | GameGune 2011                                 | SK Gaming         | 02.400 €               |
| 2011 | 2.      | WEG e-Stars 2011                              | SK Gaming         | 2.400.000 ₩            |
| 2011 | 1.      | IEM VI – New York                             | SK Gaming         | 03.200 $               |
| 2011 | 1.      | ESWC 2011                                     | SK Gaming         | 02.400 $               |
| 2012 | 1.      | 3rd Generation Intel Core Challenge           | SK Gaming         | 02.000 $               |
| 2012 | 1.      | ESWC 2012                                     | Ninjas in Pyjamas | 02.000 $               |
| 2012 | 1.      | DreamHack Winter 2012                         | Ninjas in Pyjamas | 030.000 SEK            |
| 2012 | 1.      | AMD Sapphire CS:GO Invitational               | Ninjas in Pyjamas | 02.000 $               |
| 2012 | 1.      | THOR Open 2012                                | Ninjas in Pyjamas | 020.000 SEK            |
| 2013 | 1.      | Copenhagen Games 2013                         | Ninjas in Pyjamas | 03.300 €               |
| 2013 | 1.      | RaidCall EMS One Spring Season                | Ninjas in Pyjamas | 02.400 $               |
| 2013 | 1.      | ESEA CS:GO Season 13 Global Invite Division   | Ninjas in Pyjamas | 03.500 $               |
| 2013 | 1.      | DreamHack Summer 2013                         | Ninjas in Pyjamas | 014.000 SEK            |
| 2013 | 1.      | E-Sport SM 2012–2013 Championship Finals      | Ninjas in Pyjamas | 020.000 SEK            |
| 2013 | 1.      | ESEA CS:GO Season 14 Global Invite Division   | Ninjas in Pyjamas | 04.000 $               |
| 2013 | 2.      | DreamHack Winter 2013                         | Ninjas in Pyjamas | 010.000 $              |
| 2013 | 1.      | Fragbite Masters 2013                         | Ninjas in Pyjamas | 014.000 SEK            |
| 2013 | 1.      | Svenska E-sportcupen 2013 Grand Finals        | Ninjas in Pyjamas | 030.000 SEK            |
| 2014 | 2.      | EMS One Katowice 2014                         | Ninjas in Pyjamas | 010.000 $              |
| 2014 | 1.      | Copenhagen Games 2014                         | Ninjas in Pyjamas | 02.800 €               |
| 2014 | 1.      | DreamHack Summer 2014                         | Ninjas in Pyjamas | 02.000 $               |
| 2014 | 1.      | IronGaming Finals 2014                        | Ninjas in Pyjamas | 02.000 $               |
| 2014 | 1.      | ESL One Cologne 2014                          | Ninjas in Pyjamas | 020.000 $              |
| 2014 | 2.      | DreamHack Winter 2014                         | Ninjas in Pyjamas | 010.000 $              |
| 2015 | 2.      | MLG X Games Aspen CS:GO 2015                  | Ninjas in Pyjamas | 02.500 $               |
| 2015 | 1.      | ASUS ROG CS:GO Winter 2015                    | Ninjas in Pyjamas | 02.400 $               |
| 2015 | 2.      | ESL One Katowice 2015                         | Ninjas in Pyjamas | 010.000 $              |
| 2015 | 2.      | Gfinity 2015 Spring Masters I                 | Ninjas in Pyjamas | 03.000 $               |
| 2015 | 3.      | CCS Finals Season 1                           | Ninjas in Pyjamas | 02.000 $               |
| 2015 | 1.      | ESPORTSM 2015                                 | Ninjas in Pyjamas | 020.000 SEK            |
| 2015 | 2.      | Gfinity 2015 Summer Masters I                 | Ninjas in Pyjamas | 04.000 $               |
| 2015 | 5. – 8. | ESL One Cologne 2015                          | Ninjas in Pyjamas | 02.000 $               |
| 2015 | 3. – 4. | ESL ESEA Pro League Dubai Invitational 2015   | Ninjas in Pyjamas | 05.000 $               |
| 2015 | 3. – 4. | Gfinity Champion of Champions 2015            | Ninjas in Pyjamas | 02.000 $               |
| 2015 | 3. – 4. | DreamHack Cluj-Napoca 2015                    | Ninjas in Pyjamas | 04.400 $               |
| 2015 | 2.      | Fragbite Masters Season 5                     | Ninjas in Pyjamas | 025.000 SEK            |
| 2016 | 5. – 8. | MLG Major Championship: Columbus 2016         | Ninjas in Pyjamas | 07.000 $               |
| 2016 | 1.      | DreamHack Masters Malmö 2016                  | Ninjas in Pyjamas | 020.000 $              |
| 2016 | 1.      | ESL Pro League Season 3 EU Division           | Ninjas in Pyjamas | -                      |
| 2016 | 3. – 4. | ESL Pro League Season 3 Finals                | Ninjas in Pyjamas | 08.800 $               |
| 2016 | 2.      | DreamHack Summer 2016                         | Ninjas in Pyjamas | 04.000 $               |
| 2016 | 5. – 8. | Eleague Season 1                              | Ninjas in Pyjamas | 010.000 $              |
| 2016 | 1.      | Star Ladder i-League StarSeries Season 2      | Ninjas in Pyjamas | 026.000 $              |
| 2016 | 3. – 4. | ESL Pro League Season 4 Finals                | Ninjas in Pyjamas | 09.000 $               |
| 2016 | 1.      | IEM XI – Oakland                              | Ninjas in Pyjamas | 025.600 $              |
| 2016 | 5. – 8. | Eleague Season 2                              | Ninjas in Pyjamas | 010.000 $              |
| 2017 | 1.      | DreamHack Valencia 2017                       | Ninjas in Pyjamas | 010.000 $              |
| 2017 | 3. – 4. | DreamHack Masters Malmö 2017                  | Ninjas in Pyjamas | 04.400 $               |
| 2017 | 1.      | Hellcase Cup #6                               | Ninjas in Pyjamas | 04.960 $               |
| 2017 | 1.      | IEM XII – Oakland                             | Ninjas in Pyjamas | 025.800 $              |
| 2018 | 1.      | Europe Minor Championship - London 2018       | Ninjas in Pyjamas | 06.000 $               |
| 2018 | 3. – 4. | DreamHack Masters Stockholm 2018              | Ninjas in Pyjamas | 04.400 $               |
| 2018 | 3.      | BLAST Pro Series: Istanbul 2018               | Ninjas in Pyjamas | 05.000 $               |
| 2018 | 2.      | BLAST Pro Series: Copenhagen 2018             | Ninjas in Pyjamas | 010.000 $              |
| 2018 | 3. – 4. | Esports Championship Series Season 6 - Finals | Ninjas in Pyjamas | 013.000 $              |
| 2019 | 5. – 8. | IEM XIII - Katowice 2019                      | Ninjas in Pyjamas | 07.000 $               |
| 2019 | 3.      | BLAST Pro Series: Madrid 2019                 | Ninjas in Pyjamas | 09.000 $               |
| 2019 | 3.      | BLAST Pro Series: Moscow 2019                 | Ninjas in Pyjamas | 05.000 $               |
| 2019 | 2.      | BLAST Pro Series: Copenhagen 2019             | Ninjas in Pyjamas | 010.000 $              |
| 2019 | 3.      | BLAST Pro Series: Global Final 2019           | Ninjas in Pyjamas | 07.000 $               |

## Auszeichnungen
- 2010: Platz 6 der HLTV.org Bestenliste[4]
- 2011: Platz 5 der HLTV.org Bestenliste[5]
- 2013: Platz 2 der HLTV.org Bestenliste[6]
- 2014: Platz 7 der HLTV.org Bestenliste[7]
- 2015: Platz 16 der HLTV.org Bestenliste[8]
- 2016: Platz 7 der HLTV.org Bestenliste[9]